# Out in the Fields – The Very Best of Gary Moore
Out in the Fields - The Very Best of Part 1 är ett samlingsalbum av de brittiska blues- och rockartistern Gary Moore, utgivet 1998.

## Låtlista
1. Out In The Fields - 4:18 (Gary Moore) - Från Albumet Run For Cover 1985
2. Over The Hills And Far Away - 5:19 (Gary Moore) -  Från Albumet Wild Frontier 1987
3. Run For Cover - 4:10 (Gary Moore) - Från Albumet Run For Cover 1985
4. Parisienne Walkways LIVE - 7:02 (Gary Moore / Phil Lynott) - Från Tolvtumssingeln Emty Rooms 1985
5. Empty Rooms - 4:15 (Gary Moore / Neil Carter) - Från Albumet Run For Cover 1985
6. The Loner - 5:52 (Max Middleton / Gary Moore) -  Från Albumet Wild Frontier 1987
7. Military Man - 5:38 (Phil Lynott) - Från Albumet Run For Cover 1985
8. After The War - 4:17 (Gary Moore) - Från Albumet After The War 1989
9. Cold Day In Hell - 4:10 (Gary Moore) -  Från Albumet After Hours 1992
10. Wild Frontier - 4:15 (Gary Moore) -  Från Albumet Wild Frontier 1987
11. Still In Love With You - 5:54 (Gary Moore / Phil Lynott) - Från Tolvtumssingeln Out In The Fields 1985
12. I Wishing Well - 4:05 (Gary Moore / Neil Carter / Neil Murray / Ian Paice) -  Från Albumet Corridors Of Power 1982
13. Friday On My mind - 4:12 (Harry Vanda / George Young) -  Från Albumet Wild Frontier 1987
14. Still Got The Blues - 4:17 (Gary Moore) - Från Albumet Still Got The Blues 1990
15. Ready For Love - 5:39 (Gary Moore) - Från Albumet After The War 1989

### Bonus CD på dubbel CD-versionen
1. Stop Messin Around LIVE 1984 - 3:23 (Peter Greenbaum)
2. Out In The Fields LIVE 1985 - 4:14 (Gary Moore)
3. Reach For The Sky LIVE 1985 - 5:01 (Gary Moore)
4. The Loner LIVE 1987 - 12:10 (Gary Moore)
5. All Messed Up LIVE 1987 - 6:02 (Gary Moore / Neil Carter)
6. Thunder Rising LIVE 1987 - 5:26 (Gary Moore / Neil Carter)
7. Over The Hills And Far Away LIVE 1987 - 5:26 (Gary Moore)
8. Military Man LIVE 1987 - 6:11 (Phil Lynott)
9. Livin On Dreams 1989 - 4:00 (Gary Moore)
10. Devil In Her Heart 1984 - 3:23 (Gary Moore)
11. Emerald LIVE 1988 - 4:00 (Brian Downey / Scott Gorham / Phil Lynott / Brian Robertson)